# منتخب ويلز لهوكي الحقل للسيدات
منتخب ويلز الوطني لهوكي الحقل للسيدات (بالإنجليزية: Wales women's national field hockey team)‏ هو ممثل المملكة المتحدة الرسمي في المنافسات الدولية في هوكي الحقل للسيدات.